# Chiesa di San Rocco (Livigno)
La chiesa di San Rocco è una chiesa di Livigno, situata in via Saroch e dedicata al santo da cui prende il nome, san Rocco. La costruzione iniziò alla fine del Cinquecento, ai tempi della peste, e proseguì nel Seicento. Fu consacrata nel 1624 e successivamente venne aggiunto il campanile.

## Storia
Il terreno per la chiesa fu donato per voto ai tempi della peste del 1588, ma già nel 1592, a causa di una nuova pestilenza, i livignaschi chiesero protezione presso la chiesa di san Rocco a Uzza in Valfurva e i lavori di costruzione iniziarono solo verso la fine del 1592 e furono portati a termine nel 1624. La chiesa venne consacrata l'8 agosto 1624 da mons. Carcano, visitatore apostolico, e ristrutturata dopo il 1636 con i soldi raccolti durante la pestilenza che colpì il paese fra il giugno e il dicembre di quell’anno.
Fra il 1640 e il 1643 fu edificato il campanile che aveva allora il tetto a guglia. Nel 1645 fu ricostruito il tetto in legno che fu poi sostituito nel 1931 con spioventi in lamiera zincata. Nel 1648 viene fondata la coadiutoria della chiesa di San Rocco. Nel 1655 fu eretto il fonte battesimale. Fra il 1725 ed il 1729 il campanile acquisì la forma che ancor oggi lo contraddistingue: esso fu prima alzato, quindi coperto dal tetto a bulbo in rame di Hall, opera dei maestri Giovanni Holzer di Monastero e Giovan Maria Vitalino di Boalzo (Teglio).

## Architettura
Sulla facciata sono dipinti i santi Rocco e Sebastiano ai lati, mentre al centro si trova la Madonna della Cintura in riferimento alla confraternita della Cintura a cui è dedicato un altare laterale presente all'interno della Chiesa. L'altro altare laterale è dedicato al Santo Crocifisso. Entrambi gli altari sono in stile rococò. Nella chiesa sono presenti due cibori: quello dell'altare maggiore e quello che protegge il fonte battesimale, realizzati dai fratelli Cogoli.